# Priodontognathus
Priodontognathus („čelist s pilovitými zuby“) byl rod pochybného ptakopánvého dinosaura, žijícího v období svrchní jury (věk oxford, před 163 až 157 miliony let) na území dnešní Velké Británie (hrabství Yorkshire).

## Historie
Holotyp (označení SMC B53408), objevený v sedimentech souvrství Lower Calcareous Grit má podobu jediného fragmentu čelisti se zuby, popsané poprvé roku 1869 paleontologem Harrym G. Seeleym pod jménem Iguanodon phillipsii. O šest let později stanovil stejný vědec pro tento fosilní materiál nové rodové jméno Priodontognathus. Mohlo by se jednat o ankylosaura, přesné zařazení ale ztěžuje fakt, že fosilie byly namíchány s fragmenty fosilií stegosaurů a iguanodontních ornitopodů. Jedná se tedy o nomen dubium (pochybné vědecké jméno).